# 巴氏巴威多鰭魚
巴氏巴威多鰭魚是已滅絕的一種巨型多鰭魚，出現在白堊紀晚期（森諾曼期）的埃及。學名名稱（Bawitius）來自化石發現地拜維提綠洲（Bawiti），在當地發現了巴氏巴威多鰭魚的外翼骨以及鱗片。與現存的多鰭魚相比，巴氏巴威多鰭魚的體型十分巨大，其外翼骨大小為現存多鰭魚屬成員的五倍，這代表著巴氏巴威多鰭魚的體長可達3米（9.8英尺）。

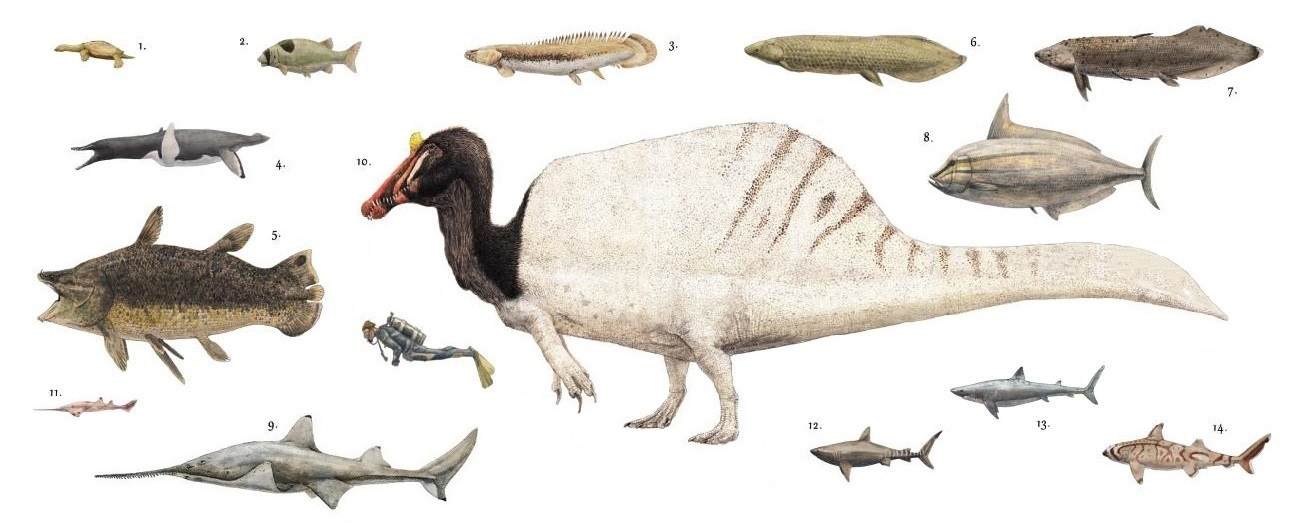
巴氏巴威多鰭魚與卡瑪卡瑪群生物的復原圖